# 남조선국방경비대
남조선국방경비대(南朝鮮國防警備隊, 영어: Korean Constabulary Reserve)는 대한민국 국군의 전신으로서 1946년 1월 15일에 미군정이 1개 연대 병력으로 창설하였다. 이 날은 대한민국 육군의 창설 기념일이기도 하다.
1948년 8월 15일 대한민국 정부 수립과 함께 육군으로 개편되었다. 조선경비대 항공부대(공군의 전신)는 육군 예하의 항공대였다가, 대한민국 국군 창군 1년 후인 1949년에 공군으로 독립하였다.

## 시작
1945년 8월 15일 광복과 함께 자주국방력 보유라는 명분 아래 조선 국군준비대 등 사설군사단체 혹은 유사군사단체가 우후죽순으로 생겼다. 그해 11월에는 그 수가 무려 60여 개를 헤아렸는데, 미군정 당국은 이같은 난립의 폐해를 막고 정식 군대 창설을 위해 이들 단체에 대한 해체령을 내렸다.
남조선국방경비대는 창설 이후 각 도 별로 1개 연대씩을 창설하는 방식으로 병력을 늘려나갔다. 창설 당시 병력은 태릉에 있던 구 일본군 지원병훈련소의 시설에서 1946년 1월 15일 1연대 A중대(중대장 채병덕 정위)의 187명으로 시작했다. 이후 2월 8일 1연대가 대대 편성을 완료하였다. 같은 해 6월 15일 〈군정법령〉에 따라 '남조선국방경비대'가 '조선경비대'로 개칭되었다.
조선경비대의 첫 사령관은 미군 중령 존 마샬이고 두 번째 사령관은 러셀 베로스 대령이었다. 그 뒤 46년 9월 하지 중장이 조선인 이형근을 사령관대리로 임명하였다. 그러나 2선에 물러나야 했던 베로스는 계속 경비대에 실권을 행사하려 했고 이 둘의 갈등 끝에 베로스는 46년 12월 주한미군 제주도연대 연대장으로, 이형근은 통위부 참모총장으로 물러나고 송호성이 사령관이 되었다.

## 역대 지휘관

### 경비대 총사령관
- 1. 존 T. 마샬(John T. Marshall), 1946년 1월 15일 ~ 1946년 2월 5일, 미국 육군 중령
- 2. 러셀 D. 베로스(Russell D. Barros), 1946년 2월 5일 ~ 1946년 8월 15일, 미국 육군 대령
- 대리. 이형근(李亨根), 1946년 9월 28일 ~ 1946년 12월, 국방경비대 참령
- 3. 송호성(宋虎聲) 1946년 12월 ~ 1948년 8월 15일, 국방경비대 중령
- 4. 송호성(宋虎聲) 1948년 8월 15일 ~ 1948년 11월 20일, 제5여단장으로 전출
- 5. 이응준(李應俊) 1948년 11월 20일 ~ 1948년 12월 15일.

### 경비대 부사령관
1. 송호성(宋虎聲) 1946년 1월 15일 ~ 1946년 12월 13일
2. 원용덕(元容德) 1946년 12월 13일 ~ 1946년 8월 15일

### 경비대 육군사령관
1. 원용덕(元容德) 1946년 1월 15일 ~ 1946년 12월 13일
2. 송호성(宋虎聲) 1946년 12월 ~ 1948년 8월 15일, 국방경비대 중령
3. 송호성(宋虎聲) 1948년 8월 15일 ~ 1948년 11월 20일, 총사령관직 겸직
4. 이응준(李應俊) 1948년 11월 20일 ~ 1948년 12월 15일.

## 주요 지휘관
| 직책                  | 이름   | 전직 또는 출신       |
| --------------------- | ------ | -------------------- |
| 총사령관              | 원용덕 | 만주 군의(軍醫) 중좌 |
| 제1연대장             | 채병덕 | 일본육사 49기        |
| 제2연대장             | 이형근 | 일본육사 56기        |
| 제3연대장             | 김백일 | 만주군관학교         |
| 제4연대장 겸 총참모장 | 정일권 | 만주군관학교         |
| 제5연대장             | 백선엽 | 만주군관학교         |

## 규모의 확대
나중에는 좌익이 대거 국방경비대에 들어감으로써 국방경비대의 성격이 달라지게 되어 국립경찰과 국방경비대 사이의 무장충돌이 자주 발생하게 된다.
부대 확충은 모병(募兵)에 의해서 이후 연대가 계속 증설되어 여단이 편성되었으며, 1949년에는 여단을 사단으로 승격시켜 전쟁 전에 10개 사단을 일단 갖추었다. 1연대가 1여단으로 확대되고, 1연대의 1개 대대를 모체로 다른 연대를 창설하였으며, 1여단이 다시 1사단이 되는 방식이었다. 그러나 이 사단들은 제대로 갖춰진 게 부족한 껍데기 사단이었으며 경험 있는 인력과 장비가 태부족했다(백선엽은 그의 회고록에서 한국 전쟁 당시 한국군 사단들은 제대로 된 전투 능력과 경험이 부족했다고 했으며, 그 한 예로 사단을 105mm 1개 대대가 지원하면서 포탄을 한 발 한 발 세어 가면서 쐈다고 했다). 일단 형태만 갖추는 것에 급급했던 것이다.
1948년 8월 15일 대한민국 정부 수립과 동시에 조선경비대를 '육군'으로 개칭하였으며, 11월 3일에는 '국군조직법'이 국회를 통과함에 따라 국방부 산하에 육군본부를 두어 완전한 국군으로 재탄생하였다.

## 같이 보기
- 경찰예비대 (일본 군정기의 해당하는 조직이다. 현 육상자위대의 전신)